# Tour du Limousin
Il Tour du Limousin (it. Giro del Limosino) è una breve corsa a tappe maschile di ciclismo su strada che si svolge nel territorio della città di Limoges, in Francia, ogni anno in agosto. Dal 2005 fa parte del calendario dell'UCI Europe Tour nella classe 2.1.

## Storia
La corsa venne creata nel 1968 su iniziativa del colonnello Louis Perrier. Nelle prime sette edizioni la gara era riservata ai dilettanti, mentre a partire dal 1975 venne aperta ai professionisti.

## Albo d'oro
Aggiornato all'edizione 2024.
| Anno | Vincitore           | Secondo               | Terzo                     |
| ---- | ------------------- | --------------------- | ------------------------- |
| 1968 | Pierre Martelozzo   | Jean-Pierre Parenteau | Claude Orus               |
| 1969 | Paul Gutty          | Juan Carinena         | Jean-Pierre Parenteau     |
| 1970 | Francis Duteil      | Philippe Bodier       | Raymond Breuil            |
| 1971 | Francis Dubreuil    | Alain Renard          | Michel Pitard             |
| 1972 | Juri Dimitriev      | Hennie Kuiper         | Vassili Bieloussov        |
| 1973 | Francis Dubreuil    | Pierre Rivory         | François Fiordalisy       |
| 1974 | Ryszard Szurkowski  | Jozef Kaczmarek       | Said Guseinov             |
| 1975 | Francis Campaner    | Raymond Poulidor      | Hubert Mathis             |
| 1976 | Bernard Hinault     | Jean Chassang         | Roger Legeay              |
| 1977 | Bernard Hinault     | Jacques Bossis        | Pierre-Raymond Villemiane |
| 1978 | Gilbert Chaumaz     | Jacques Bossis        | Hubert Arbès              |
| 1979 | Bernard Vallet      | Pierre Bazzo          | Jean-René Bernaudeau      |
| 1980 | René Bittinger      | Bernard Pineau        | Claude Vincendeau         |
| 1981 | Marc Madiot         | Dominique Arnaud      | Pierre-Henri Menthéour    |
| 1982 | Eric Salomon        | Marc Madiot           | Pascal Simon              |
| 1983 | Dominique Arnaud    | Pierre Bazzo          | Dominique Garde           |
| 1984 | Kim Andersen        | Marc Madiot           | Éric Boyer                |
| 1985 | Thierry Marie       | Benno Wiss            | Jean-Claude Garde         |
| 1986 | Dominique Gaigne    | Ronan Pensec          | Denis Leproux             |
| 1987 | Charly Mottet       | Bruno Cornillet       | Marc Gomez                |
| 1988 | Jean-Marc Manfrin   | Joe McLoughlin        | Johnny Weltz              |
| 1989 | Thierry Claveyrolat | Christian Chaubet     | Luc Leblanc               |
| 1990 | Martial Gayant      | Bruno Cornillet       | Laurent Pillon            |
| 1991 | Michel Vermote      | Denis Roux            | Mike Engelman             |
| 1992 | Éric Boyer          | Melchor Mauri         | Serge Baguet              |
| 1993 | Charly Mottet       | Richard Virenque      | Gilles Delion             |
| 1994 | Jens Heppner        | Bruno Cornillet       | Laurent Roux              |
| 1995 | Andrei Tchmil       | Jan Ullrich           | Didier Rous               |
| 1996 | Laurent Brochard    | Michael Blaudzun      | Pascal Chanteur           |
| 1997 | Lauri Aus           | Gilles Bouvard        | Cédric Vasseur            |
| 1998 | Vincent Cali        | Bobby Julich          | Jacky Durand              |
| 1999 | Stéphane Heulot     | Grzegorz Gwiazdowski  | Lauri Aus                 |
| 2000 | Patrice Halgand     | Jean-Cyril Robin      | Stéphane Heulot           |
| 2001 | Franck Bouyer       | Patrick Jonker        | David Moncoutié           |
| 2002 | Patrice Halgand     | Guido Trentin         | Pierrick Fédrigo          |
| 2003 | Massimiliano Lelli  | Laurent Lefèvre       | Thor Hushovd              |
| 2004 | Pierrick Fédrigo    | Patrick Calcagni      | Franck Renier             |
| 2005 | Sébastien Joly      | Samuel Dumoulin       | Leonardo Bertagnolli      |
| 2006 | Leonardo Duque      | Pierrick Fédrigo      | Yukiya Arashiro           |
| 2007 | Pierrick Fédrigo    | Óscar Pereiro         | Anthony Charteau          |
| 2008 | Sébastien Hinault   | Allan Davis           | Yukiya Arashiro           |
| 2009 | Mathieu Perget      | David Arroyo          | Xavier Florencio          |
| 2010 | Gustav Larsson      | Sebastian Langeveld   | Nicolas Vogondy           |
| 2011 | Björn Leukemans     | Matthieu Ladagnous    | Florian Guillou           |
| 2012 | Yukiya Arashiro     | Jérémy Roy            | Fabien Schmidt            |
| 2013 | Martin Elmiger      | Yukiya Arashiro       | Andrea Di Corrado         |
| 2014 | Mauro Finetto       | Björn Leukemans       | Davide Rebellin           |
| 2015 | Sonny Colbrelli     | Jesús Herrada         | Rudy Molard               |
| 2016 | Joey Rosskopf       | Sonny Colbrelli       | Hubert Dupont             |
| 2017 | Alexis Vuillermoz   | Élie Gesbert          | Francesco Gavazzi         |
| 2018 | Nicolas Edet        | Marco Canola          | Anthony Roux              |
| 2019 | Benoît Cosnefroy    | Lilian Calmejane      | Guillaume Martin          |
| 2020 | Luca Wackermann     | Jake Stewart          | Rui Costa                 |
| 2021 | Warren Barguil      | Franck Bonnamour      | Pierre-Luc Périchon       |
| 2022 | Alex Aranburu       | Diego Ulissi          | Greg Van Avermaet         |
| 2023 | Romain Grégoire     | Benoît Cosnefroy      | Michael Storer            |
| 2024 | Alex Baudin         | Orluis Aular          | Axel Zingle               |